# 待定係數法
待定系数法是求某些非齐次常微分方程和递推关系的特解的方法。它与微分算子方法密切相关，但不是使用特定类型的微分算子（annihilator）来找到特定解决方案的最佳可能形式，而是对适当的形式进行擬設或猜测，然后通过对所得方程进行微分来对其进行测试。对于复杂的方程式，零化器方法或参数变化的执行耗时较少。
待定系数不像參數變換法那样普遍，因为它仅适用于遵循特定形式的微分方程。

## 方法
考虑以下形式的线性非齐次常微分方程
{\displaystyle \sum _{i=0}^{n}c_{i}y^{(i)}+y^{(n+1)}=g(x)}
此處{\displaystyle y^{(i)}}表示{\displaystyle y}的第i个导数，{\displaystyle c_{i}}表示{\displaystyle x}的一個函數
待定系数法提供了一种在满足两个条件时获得此ODE解的直接方法：
1. {\displaystyle c_{i}}是常量
2. g(x)是常数，多项式函数，指数函数{\displaystyle e^{\alpha x}},正弦或余弦函数{\displaystyle \sin {\beta x}}或{\displaystyle \cos {\beta x}}（{\displaystyle {\alpha }}，{\displaystyle {\beta }}是常數）

该方法包括寻找一般齐次解是{\displaystyle y_{c}}为互补线性齐次微分方程
{\displaystyle \sum _{i=0}^{n}c_{i}y^{(i)}+y^{(n+1)}=0,}
和一个特定的积分是p基于线性非齐次常微分方程的{\displaystyle y_{p}}。那么一般的解决方法是y到线性非齐次常微分方程将是：
{\displaystyle y=y_{c}+y_{p}.}
如果{\displaystyle g(x)}由两个函数{\displaystyle h(x)+w(x)}组成的和，我们说{\displaystyle y_{p_{1}}}是基於{\displaystyle h(x)}的解，{\displaystyle y_{p_{2}}}是基於{\displaystyle w(x)}的解。然后使用叠加原理，我们可以得到特定的积分{\displaystyle y_{p}}是
{\displaystyle y_{p}=y_{p_{1}}+y_{p_{2}}.}